# Charalambos Papadias
Charalambos Papadias, gr. Χαράλαμπος Παπαδιάς (ur. 24 stycznia 1975 w Atenach) – grecki lekkoatleta specjalizujący się w biegach sprinterskich, uczestnik letnich igrzysk olimpijskich w Atlancie (1996), halowy mistrz świata w biegu na 60 metrów z Paryża (1997).

## Sukcesy sportowe
- dwukrotny mistrz Grecji w biegu na 100 m – 1996, 1998[1]
- halowy mistrz Grecji w biegu na 60 m – 1999[2]

| Rok  | Miasto       | Zawody                    | Konkurencja   | Wynik         |
| ---- | ------------ | ------------------------- | ------------- | ------------- |
| 1996 | Sztokholm    | halowe mistrzostwa Europy | bieg na 60 m  | IV miejsce    |
| 1997 | Paryż        | halowe mistrzostwa świata | bieg na 60 m  | złoty medal   |
| 1998 | Budapeszt    | mistrzostwa Europy        | bieg na 100 m | brązowy medal |
| 1998 | Johannesburg | Puchar Świata             | bieg na 100 m | VI miejsce    |

## Rekordy życiowe
- bieg na 100 m – 10,15 – Johannesburg 11/09/1998
- bieg na 60 m (hala) – 6,50 – Paryż 07/03/1997